# How Do You Do!
Para otras canciones con el mismo título, ver How Do You Do.
«How Do You Do!» (en español: «¡Cómo estás!») es una canción de pop rock del dúo sueco Roxette. Fue lanzado en julio de 1992 como el primer sencillo del disco Tourism.
En Estados Unidos estuvo en el Billboard Hot 100 durante ocho semanas y llegó a la posición número 58, pero fue su gran salto al Atlántico cuando se vio en buenas posiciones, alcanzando el número 1 en Noruega, el número 2 en Alemania, Suiza, Suecia y Países Bajos, y el 13 en la lista UK Singles Chart de Reino Unido. 
El videoclip, dirigido por Anders Skog, se grabó en Estocolmo, Suecia y fue lanzado unos días antes, el 26 de junio, durante el entretiempo del partido final de la Eurocopa 92, torneo de fútbol continental que ese año se disputó íntegramente en Suecia.
En 2005 el grupo alemán de eurodance Cascada hizo una versión de How Do You Do! para su álbum debut Everytime We Touch de 2006.

## Lista de canciones
- Casete / sencillo 7" (Europe 8650

A How Do You Do!" – 3:09
B "Fading Like a Flower (Every Time You Leave)" (en vivo)– 4:09
- CD sencillo (Europa / Australia 8650022 · UK CDEM-241)

1. "How Do You Do!" (7") – 3:09
2. "Fading Like a Flower (Every Time You Leave)" (en vivo) – 4:09
3. "Knockin' on Every Door" (BomKrash 12" remix) – 6:05
4. "How Do You Do!" (BomKrash 12" remix) – 5:43

## Posición en las listas
| Lista (1992)                          | Máxima posición |
| ------------------------------------- | --------------- |
| Alemania (Offizielle Deutsche Charts) | 2               |
| Australia (ARIA)                      | 13              |
| Austria (Ö3 Austria Top 40)           | 2               |
| Bélgica (Flandes) (Ultratop 50)       | 2               |
| Canadá (RPM Top Singles)              | 12              |
| Estados Unidos (Billboard Hot 100)    | 58              |
| Estados Unidos (Mainstream Top 40)    | 34              |
| Irlanda (IRMA)                        | 15              |
| Nueva Zelanda (Recorded Music NZ)     | 37              |
| Noruega (VG-lista)                    | 1               |
| Países Bajos (Dutch Top 40)           | 2               |
| Países Bajos (Mega Single Top 100)    | 2               |
| Reino Unido (Official Charts Company) | 13              |
| Suecia (Sverigetopplistan)            | 2               |
| Suiza (Schweizer Hitparade)           | 2               |

## Créditos y personal
Los créditos son una adaptación de las notas de The Rox Box/Roxette 86–06.
Estudios
- Grabado entre abril y mayo de 1992 en Tits & Ass Studio (Halmstad, Suecia) y EMI Studios (Estocolmo, Suecia)
- Mezclado en EMI Studios (Estocolmo, Suecia)

Músicos
- Marie Fredriksson - voz principal y coros
- Per Gessle - voz principal y coros, mezcla
- Per "Pelle" Alsing - batería
- Vicki Benckert - coros
- Anders Herrlin – bajo, programación e ingeniería (EMI Studios)
- Jonas Isacsson – guitarra eléctrica
- Clarence Öfwerman: teclados y producción, mezcla
- Staffan Öfwerman - percusión y coros
- Mats "M.P." Persson – ingeniería (Tits & Ass Studio)
- Alar Suurna – mezcla, ingeniería (EMI Studios)